# Отчаянные герои: Месть острова
«Отчаянные герои: Месть острова» (англ. «Total Drama: Revenge of the Island»; сокр. «TDRI») — четвёртый сезон мультипликационных сериалов «Отчаянные герои» в жанре ситком, являющийся творением канадской компании «Fresh TV Inc.». Концепция данной телевизионной программы разрабатывалась создателями мультсериала «6teen» Дженнифер Пертш и Томом Макгиллисом, а также режиссёрами первого сезона франшизы «Total Drama» — «Остров отчаянных героев», Тоддом Кауффманом и Марком Торнтоном, контактирующими с Китом Оливером и Чадом Хиксом — режиссёрами этого проекта. Премьерный показ состоялся вечером 5 января 2012 года на канале «Teletoon». Трансляция на американском телевидении началась на кабельном молодёжном канале «Cartoon Network» 5 июня того же года.

## Сюжет
Поскольку у Криса Маклина не хватало времени следить за островом «Ваванаква», он решил сдать его в аренду крупной компании, начавшей использовать остров в качестве одной из своих главных свалок. К тому времени, как Крис выкупил остров обратно для того, чтобы провести на нём новый сезон, он оказался наполненным радиоактивными отходами и токсичными помоями, вследствие пребывания которых на острове мутировала абсолютно вся живность и полностью изменился внешний облик объекта, что позволило Крису проводить ещё более губительные для участников шоу испытания. Прибывшая для участия в реалити-шоу группа подростков в составе тринадцати человек делится на две команды, каждая из которых должна соревноваться с другой в смертельно опасных состязаниях. Один за другим участники будут устранены. Как и в предыдущих сезонах, место будет иметь церемония, где, собственно, и будет решаться судьба проигравшего, который после получения радиоактивного зефира отправиться домой, благодаря «броску позора», совершаемому с помощью катапульты. Прошедший все испытания участник будет объявлен победителем и получить приз в виде миллиона долларов. В финале победил Кэмерон (в альтернативной концовке Лайтнинг) и получил один миллион долларов, а позже приехавшее на остров Министерство защиты окружающей среды арестовало Криса Маклина за создание экологической катастрофы.

## Персонажи
В отличие от предыдущих сезонов, в TDRI в качестве участников реалити-шоу фигурируют новые персонажи, до этого ни разу не появлявшиеся это: Анна-Мария, Би, Брик, Дакота, Джо, Доун, Зоя, Кэмерон, Лайтнинг, Майк, Скотт, Сэм и Стейси. Некоторые персоны из оригинального состава участников реалити-шоу, являвшиеся главными персонажами предыдущих сезонов, будут появляться с эпизодическими ролями в течение всего сезона.
Команды
| Опарыши-Мутанты             | Токсические Крысы                 |
| --------------------------- | --------------------------------- |
| Анна-Мария                  | Би (Беверли)                      |
| Брик (затем в команду крыс) | Дакота (затем в команду опарышей) |
| Джо (затем в команду крыс)  | Доун                              |
| Зоя                         | Лайтнинг                          |
| Кэмерон                     | Скотт (затем в команду опарышей)  |
| Майк                        | Стейси                            |
|                             | Сэм                               |

- В конце 4 эпизода Брик перешёл в другую команду.
- В конце 6 эпизода Скотт перешёл в другую команду.
- В конце 6 эпизода Джо перешла в другую команду.
- В 8 эпизоде Дакота оказалась в другой команде.

Камео
| ! Имя    | Серия | Роль                                                                                                   |
| -------- | ----- | --- |
| Оуэн     | 1     | Забежал на остров. Впоследствии был выброшен взрывом бомбы.                                            |
| Иззи     | 4     | Участвовала в костюме паука для захвата новых участников. В конце схватила Шефа.                       |
| Бриджитт | 5     | Была использована для демонстрации испытания.                                                          |
| Линдси   | 6     | Появилась как судья в модельном испытании. Во втором испытании участникам пришлось спасать её от Йети. |
| Изикил   | 7     | Появился в шахте как предводитель сусликов. Влюбился в Анну-Марию и захватил нескольких участников.    |
| Гвен     | 8     | Была заперта в гробу с Сэмом. При спасении была отброшена Дакотой в колючие заросли.                   |
| Дункан   | 9     | Должен был демонстрировать испытание, но сбежал и взорвал гору Криса.                                  |
| Хезер    | 10    | Использовалась для демонстрации гонки через кольца, но украла миллион и пыталась улететь.              |
| Ди-Джей  | 11    | Должен был попробовать блюда всех участников. В итоге убежал от страха.                                |
| Изикил   | 12    | Пытался выбраться из шахты, но Лайтнинг споткнулся об него и первый упал обратно.                      |
| Изикил   | 13    | Появился как один из мутантов в финале!                                                                |

## Таблица вылетов
| В | Эта команда выиграла испытание.                         |
| П | Эта команда проиграла испытание.                        |
| В | Этот участник выиграл испытание.                        |
| Н | Этот участник не выиграл испытание.                     |
| Л | Этот участник был ликвидирован из игры.                 |
| К | Этот участник использовал статуэтку Криса.              |
| Л | Этот участник был ликвидирован по собственному желанию. |

| Место | Имя          | Команда                            | 1         | 2         | 3           | 4           | 5           | 6           | 7           | 8 | 9 | 10        | 11        | 12 | 13 | TDAS         |
| ----- | ------------ | ---------------------------------- | --------- | --------- | ----------- | ----------- | ----------- | ----------- | ----------- | - | - | --------- | --------- | -- | -- | ------------ |
| 1-2-е | Кэмерон      | Опарыши-мутанты                    | В         | В         | В           | П           | В           | В           | В           | П | Н | В         | В         | Н  | В  | Участвует    |
| 1-2-е | Лайтнинг     | Токсические крысы                  | П         | П         | П           | В           | П           | П           | Номинация   | В | Н | Номинация | Номинация | В  | В  | Участвует    |
| 3-е   | Зоя          | Опарыши-мутанты                    | В         | В         | В           | П           | В           | В           | В           | П | Н | Н         | Номинация | Л  |    | Участвует    |
| 4-е   | Скотт        | Токсические крысы/ Опарыши-мутанты | П         | П         | П           | В           | Номинация   | П           | В           | К | В | Н         | Л         |    |    | Участвует    |
| 5-е   | Джо          | Опарыши-мутанты/ Токсические крысы | В         | В         | В           | П           | В           | В           | П           | В | Н | Л         |           |    |    | Участвует    |
| 6-е   | Майк         | Опарыши-мутанты                    | В         | В         | В           | П           | В           | В           | В           | П | Л |           |           |    |    | Участвует    |
| 7-е   | Дакота       | Токсические крысы/ Опарыши-мутанты | Номинация | Л         | Отсутствует | Отсутствует | Отсутствует | Отсутствует | Отсутствует | Л |   |           |           |    |    | Не участвует |
| 8-е   | Анна-Мария   | Опарыши-мутанты                    | В         | В         | В           | П           | В           | В           | Л           |   |   |           |           |    |    | Не участвует |
| 9-е   | Брик         | Опарыши-мутанты/ Токсические крысы | В         | В         | В           | П           | П           | Номинация   | Л           |   |   |           |           |    |    | Не участвует |
| 10-е  | Сэм          | Токсические крысы                  | П         | П         | Номинация   | В           | П           | Л           |             |   |   |           |           |    |    | Участвует    |
| 11-е  | Доун         | Токсические крысы                  | П         | П         | П           | В           | Л           |             |             |   |   |           |           |    |    | Не участвует |
| 12-е  | Би (Беверли) | Токсические крысы                  | П         | Номинация | Л           |             |             |             |             |   |   |           |           |    |    | Не участвует |
| 13-е  | Стейси       | Токсические крысы                  | Л         |           |             |             |             |             |             |   |   |           |           |    |    | Не участвует |

## Роли озвучивали
| Роль        | Английская озвучка |
| ----------- | ------------------ |
| Крис МакЛин | Кристиан Потенза   |
| Шеф Хатчет  | Кле Беннетт        |
| Кэмерон     | Кевин Дюхани       |
| Лайтнинг    | Тайрон Сэвадж      |
| Зоя         | Барбара Мамаболо   |
| Скотт       | Джеймс Уоллис      |
| Джо         | Лори Эллиотт       |
| Майк        | Кори Доран         |
| Дакота      | Карли Беверли      |
| Анна-Мария  | Афина Карканис     |
| Брик        | Джон Кор           |
| Сэм         | Брайан Фрауд       |
| Доун        | Кейтлин Медрек     |
| Стейси      | Эшли Питерс        |

## Русский дубляж
Мультсериал был дублирован студией «Пифагор» по заказу канала «Cartoon Network».
- Режиссёр дубляжа — Владимир Герасимов.

### Роли дублировали
- Михаил Тихонов — Крис МакЛин
- Пётр Иващенко — Шеф Хатчет, Скотт
- Антон Колесников — Кэмерон, Оуэн
- Прохор Чеховской — Лайтнинг, Дункан
- Ольга Шорохова — Зоя, Бриджитт, Линдси
- Ольга Зубкова — Джо, Стейси, Иззи, Хезер
- Владимир Герасимов — Майк, Ди-Джей
- Наталья Грачёва — Дакота, Гвен
- Ольга Кузнецова — Анна-Мария
- Диомид Виноградов — Брик, Сэм
- Вероника Саркисова — Доун

## По всему миру
| Страна    | Канал           | Дата премьеры        |
| --------- | --------------- | -------------------- |
| Канада    | Teletoon        | 5 января 2012 года   |
| США       | Cartoon Network | 5 июня 2012 года     |
| Франция   | Canal+          | 21 декабря 2011 года |
| Австралия | ABC3            | 28 мая 2012 года     |
| Италия    | K2              | 9 января 2012 года   |